# أنديرة ضفافية
أنديرة ضفافية (الاسم العلمي:Andira riparia) هي نوع من النباتات تتبع جنس الأنديرة من الفصيلة البقولية.